# Cadegualina andina
Cadegualina andina är en biart som först beskrevs av Heinrich Friese 1925.  Cadegualina andina ingår i släktet Cadegualina och familjen korttungebin. Inga underarter finns listade.